# Alcea nudiflora
Alcea nudiflora là một loài thực vật có hoa trong họ Cẩm quỳ. Loài này được (Lindl.) Boiss. mô tả khoa học đầu tiên năm 1867.